# Puerto de Flüela

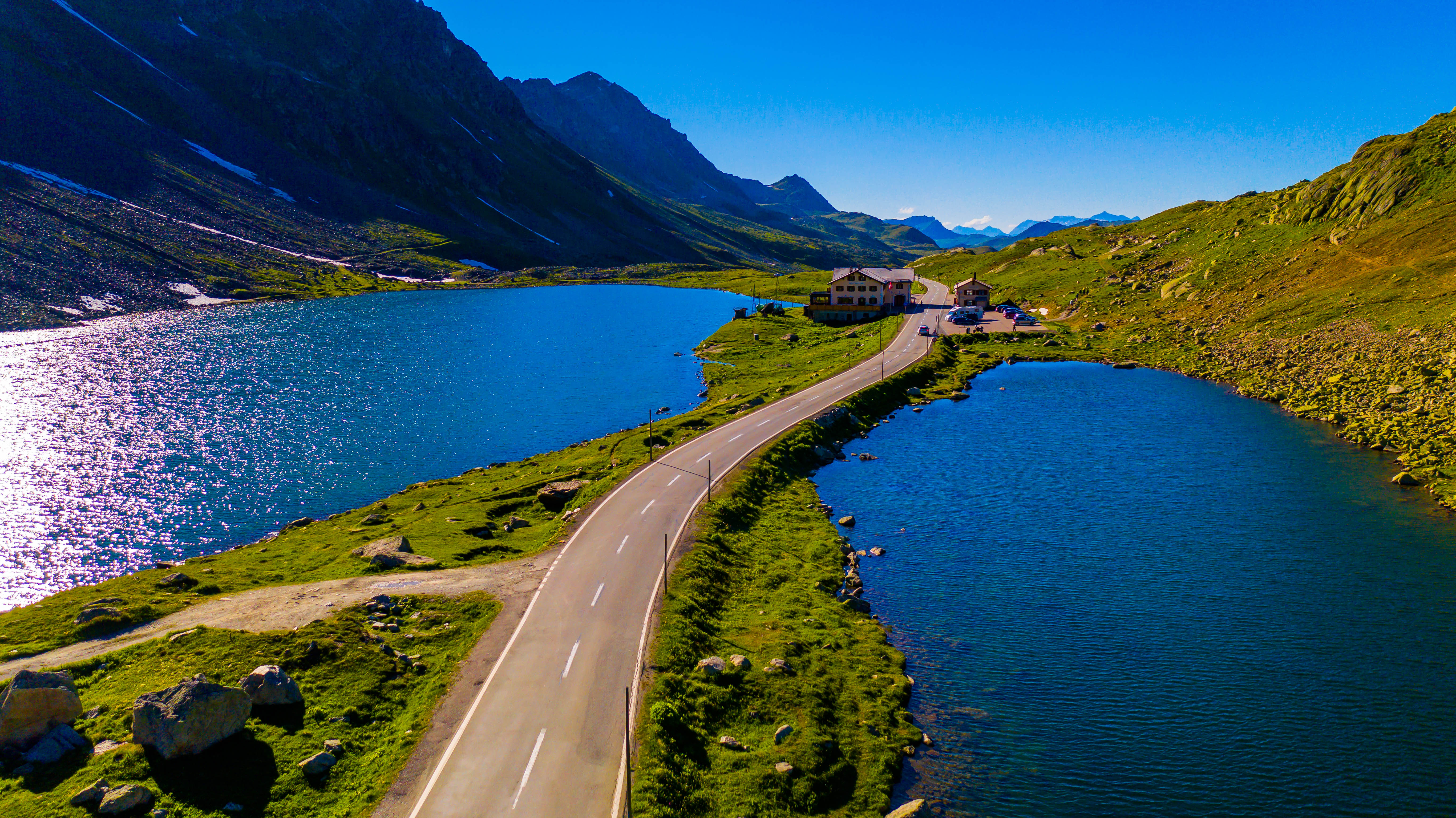
La carretera cruzando el paso entre dos lagos

El paso o puerto de Flüela (en alemán: Flüelapass, en romanche: Pass dal Flüela) es un alto paso de montaña (2384 m s. n. m. de altitud) de los Alpes suizos localizado en el cantón de los Grisones. Tradicionalmente considerado el límite entre dos subsecciones de los Alpes, los Alpes de Albula y los Alpes de Silvretta, el puerto cruza la línea divisoria de aguas entre las cuencas de los ríos Rin y Danubio. El puerto está dominado por las montañas Flüela Schwarzhorn (Alpes de Albula) y Flüela Wisshorn (Alpes de Silvretta). La cima del puerto se encuentra entre los lagos Lai da la Scotta y Lai Nair.
El puerto de Flüela es uno de los tres puertos de carretera asfaltados que conectan la Engadina con el norte de los Grisones; los otros dos son el puerto de Julier y el de Albula.
El puerto de Flüela se atraviesa por una carretera asfaltada. Esta última carretera conecta Davos (centro de los Grisones) con Susch (Engadina). En la cima del puerto se encuentra el Hospicio de Flüela. Desde 1999, la cordillera se puede atravesar también por ferrocarril, aunque a una altura mucho menor, a través del túnel de Vereina. La línea, operada por los Ferrocarriles Réticos, conecta Klosters con Susch y Lavin y discurre a unos 5-7 kilómetros al noreste de la carretera de Flüela, en paralelo a ésta. En esta línea también circulan trenes lanzadera para coches. Por ello, ya no se garantiza que la carretera del puerto esté abierta todo el año.
En 1990 se creó una ONG, Pro Flüela Verein, para ampliar la apertura fuera de los meses de verano. Recoge fondos de las cuotas de los socios y de las subvenciones del gobierno cantonal y de los municipios.